# Södermanlands runinskrifter 358
Södermanlands runinskrifter 358 är ett vikingatida runstensfragment av granit i Slottsskolan, Eskilstuna och Eskilstuna kommun. Fragmentet är cirka 0,65 gånger 0,35 meter stort. Stenen hittades, liksom Sö 357, vid grävningar på platsen för det gamla klostret i Eskilstuna. Den står uppställd öster om Slottsskolan.

## Inskriften
Translitterering av runraden:
...--f :: br...
Normalisering till runsvenska:
... ...